# Square Markos-Botzaris
La square Markos-Botzaris est une place de Strasbourg rattachée administrativement au quartier Centre. Proche d'une façade latérale de l'Opéra de Strasbourg, entourée par les bâtiments de l'ancienne fonderie de canons de Strasbourg, elle est située à l'angle de la place Broglie et du quai Schoepflin.

## Toponymie

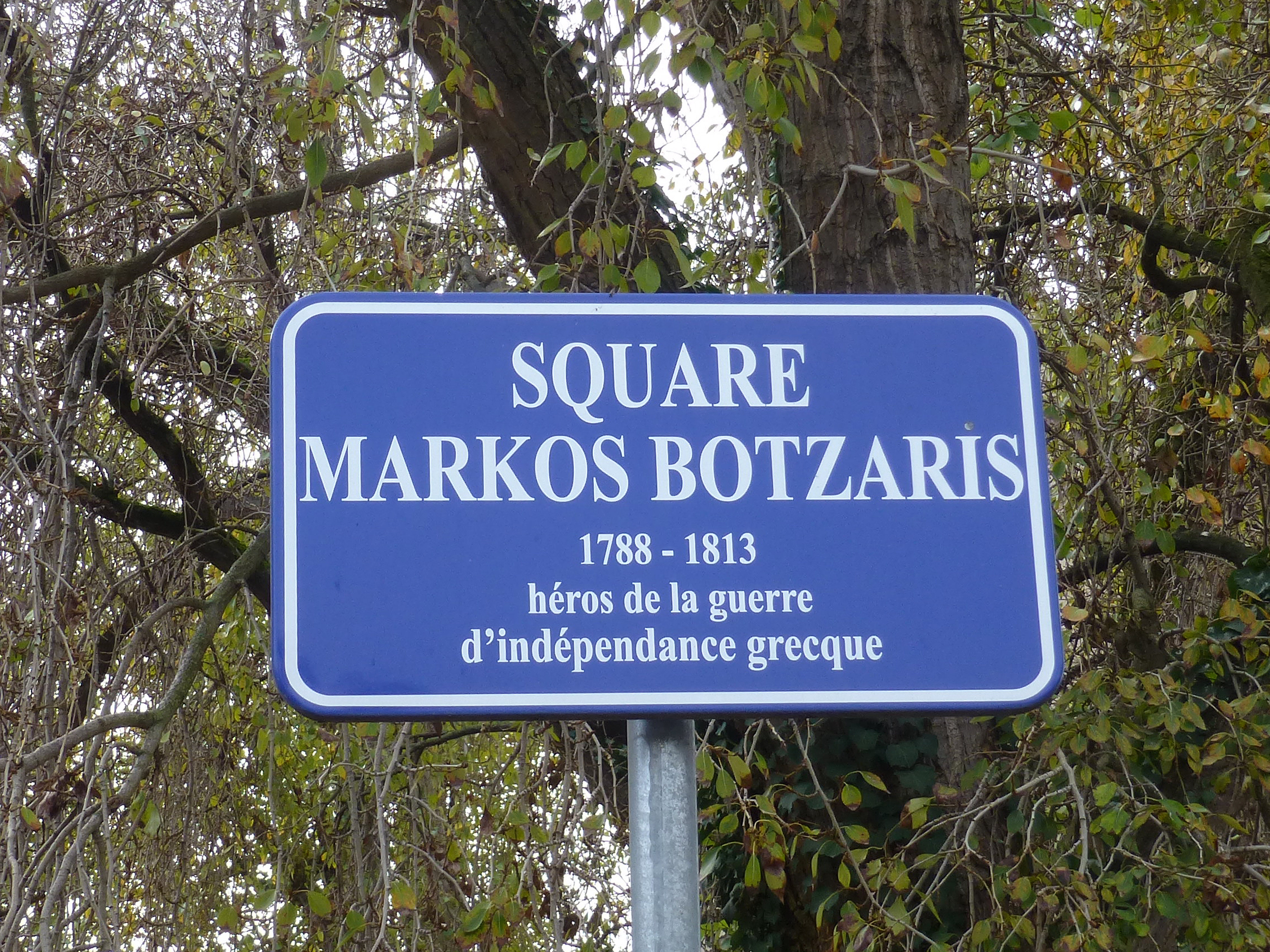
Plaque.

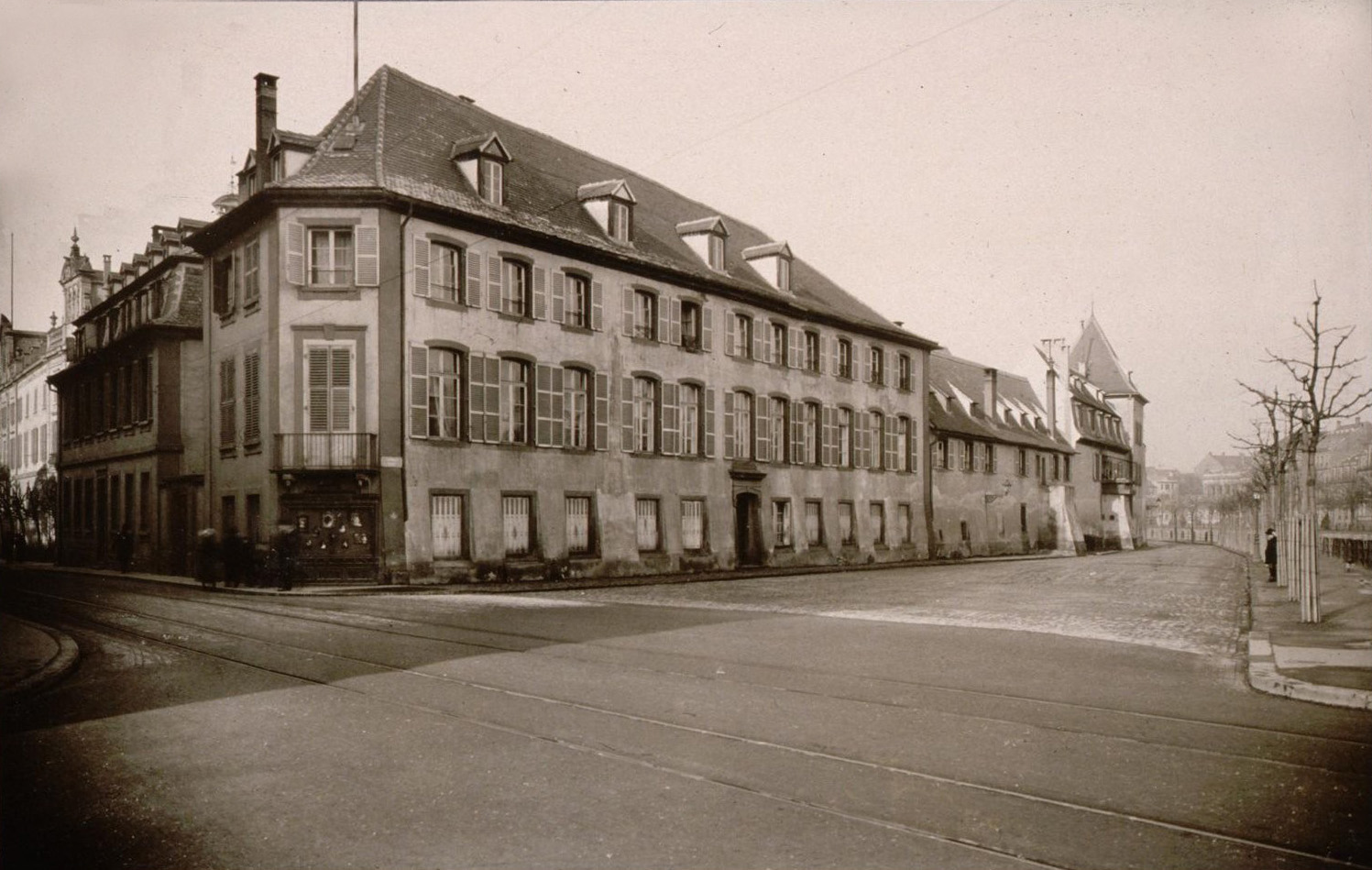
Ancien immeuble d'angle sur l'emplacement du square actuel.

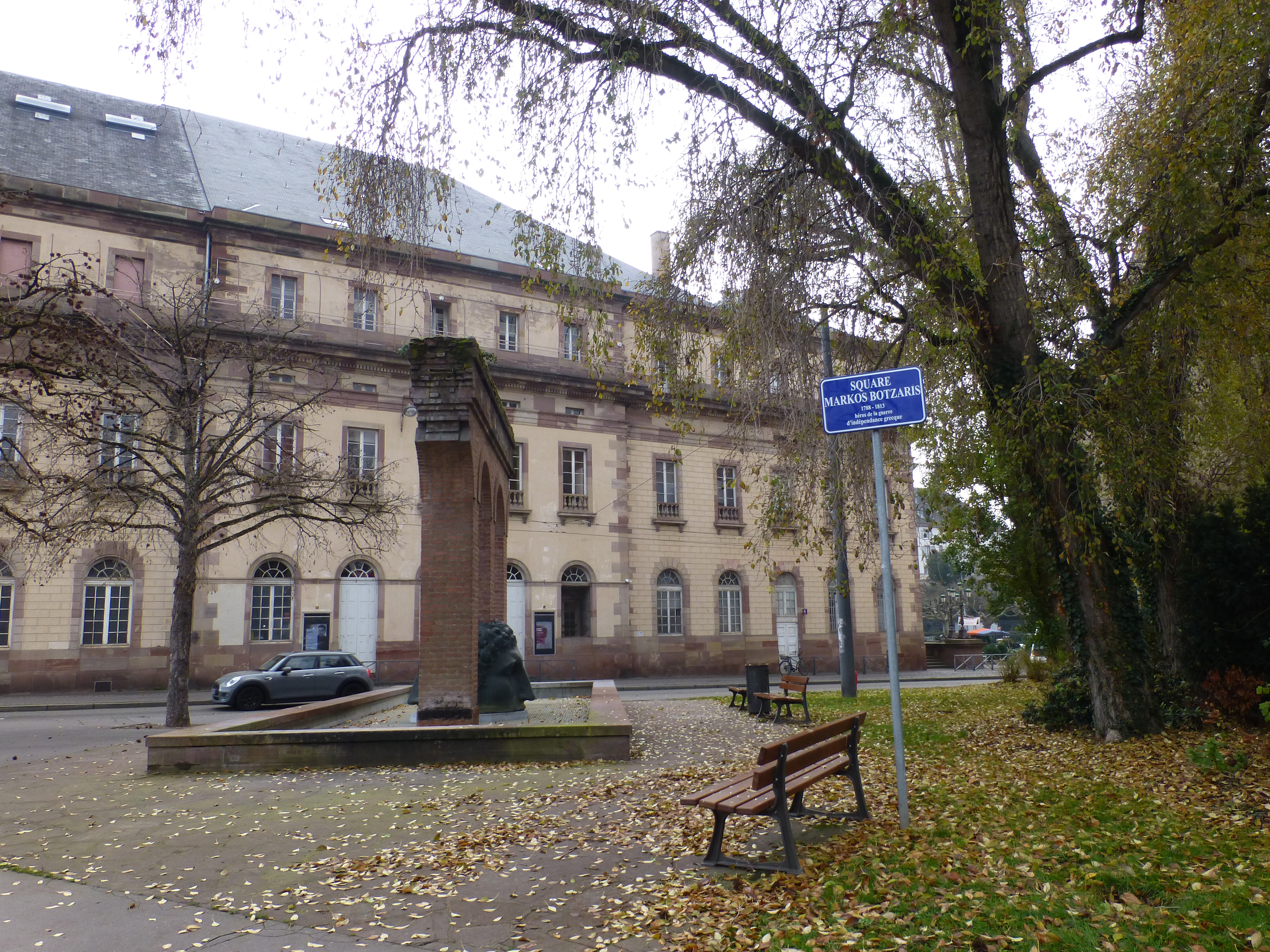
L'Opéra à l'arrière-plan.

La petite place a reçu ce nom en 1990. Il rend hommage au héros de la guerre d'indépendance grecque, Markos Botzaris.

## Histoire
L'immeuble d'angle qui se trouvait à cet emplacement a probablement été édifié ou transformé à la fin du XVIIIe siècle.
Sa proximité avec l'ancien théâtre, souvent mis en scène par les artistes ou les photographes, notamment après l'incendie de 1870, explique qu'on dispose de vues relativement nombreuses, sur lesquelles il apparaît également. 
L'angle de l'immeuble possédait un pan coupé avec un balcon reposant sur une paire de consoles au premier étage. Le pan coupé ainsi que les deux travées de fenêtres vers la place Broglie avaient des fenêtres rectangulaires au niveau des étages.
L'édifice a été démoli dans les années 1970.
En 1988, à l'occasion du bi-millénaire de Strasbourg, Tomi Ungerer conçoit la Fontaine de Janus (ou Naissance de la civilisation) qui occupe le centre de la place. Le monument est orné de la tête de Janus qui symbolise la double identité alsacienne et contemple le passé et l'avenir. Le morceau d'aqueduc est formé de 5 000 briques maçonnées autour d'une structure de béton armé. Le fronton porte une double inscription en latin et en français : « Argentoratum MM », d'un côté, « Strasbourg 2000 », de l'autre.